# AM Canum Venaticorum
AM Canum Venaticorum är en kataklysmisk variabel av AM Canum Venaticorum-typ (IBWD) i stjärnbilden Jakthundarna. Den är prototypstjärna för en undergrupp av kataklysmiska variabler med tätt cirkulerande dubbelstjärnor och mycket kort omloppstid på 10 – 65 minuter. De har också spektra som domineras av helium.
Stjärnan varierar mellan visuell magnitud +14,0 och 14,4 med en period av 0,01190662 dygn eller 17,14553 minuter.